# Одред извиђача Васа Чарапић
Одред извиђача Васа Чарапић је настао 1952. године након реорганизације Београдског стега.
На иницијативу ученика и професора Прве београдске гимназије дана 28. децембра 1952. године одржана је оснивачка скупштина у згради Прве београдске гимназије у улици Цара Душана 60 на Дорћолу.

За првог старешину (председника) одреда изабран је Иван Шминдлигер а за начелник одреда Александар Бизетић. Одред је добио име по војводи Првог српског устанка Васи Чарапићу – Змај од Авале који је погинуо при освајању Стамбол капије 1806. године. У тренутку оснивања одред је бројао преко 200 чланова. 

### Рад одреда
Одред непрекидно ради од оснивања и успешно спроводи извиђачки програм у својим јединицама који је заснован на принципима [[World Organization of the Scout Movement|Светске извиђачке организације (енгл. WOSM)]], 
најмасовније организације младих у свету која броји преко 40 милиона чланова. Одред континуирано делује на територији општине Стари град, а у оквиру Савеза извиђача Србије и Савеза извиђача Београда, где се бави неформалним образовањем деце и младих. Током овог периода преко 25 000 младих било је укључено у различите активности Одреда.
Одред извиђача Васа Чарапић својим деловањем остварује мисију извиђаштва, односно доприноси образовању младих људи, кроз систем вредности заснован на извиђачком завету и закону, помаже изградњу бољег света у коме су млади остварени као појединци и имају конструктивну улогу у друштву. Тиме се млади укључују у процес неформалног образовања током целокупног периода њиховог развоја, применом посебног метода који сваког појединца чини главним носиоцем процеса сопственог развоја, особом која се ослања на сопствене снаге, која је одговорна, посвећена и спремна да пружи подршку другима.
Одред развија код деце и младих љубав према природи и животу у њој, разумевање за њене законе и учи их да чувају флору и фауну и остала богатства природе и укључује их у све акције заштите природе, човекове радне и животне средине; свестрано васпитава своје чланове и развија код њих позитивне особине као што су: креативност, скромност, истрајност, сналажљивост, храброст, искреност, радост, другарство, поштење, толеранцију, штедљивост и смисао за живот у мањим и већим групама; развија код својих чланова поштовање људи, развијање пријатељства међу људима и народима и поштовање њиховог личног, националног, верског и политичког убеђења.
Одред извиђача Васа Чарапић је 2012 године прославио јубилеј својих 60 година непрекидног рада. Поводом тог догађаја урађени су 
- Химна одреда Архивирано на веб-сајту  (2. јун 2016)
- Промо спот одреда Архивирано на веб-сајту  (22. март 2016)

Традиционална акција одреда је "Илегалац на Старом граду" Архивирано на веб-сајту  (2. јун 2016) која се оджава сваке године у месецу мају на територији Старог града.

## Историјат извиђачког покрета - Роберт Баден Пауел
Идеја о оснивању извиђачког покрета настала је у Јужној Африци 1899. године.
У лето 1907. године У Енглеској, , енглески Генерал – мајор Роберт Стивенсон Смит Баден-Пауел (енгл. Robert Stephenson Smyth Baden-Powell) је за омладину организовао на [[Brownsea Island Scout camp|острву Броунси (енгл. Brownsea Island) извиђачки камп]].
У својој књизи [[Scouting for Boys|Извиђаштво за дечаке]] , дао је смернице за живот у природи и одредио и описао циљ организације: васпитање и оспособљавање свестрано развијене позитивне личности. Након издавања књиге 1908. године организовани су многобројни кампови широм Европа и Америке што је заправо био почетак једног масовног омладинског покрета који се врло брзо проширио и на остале континенте.
Број скаута порастао је на 123,000, а гостовање на олимпијади у Стокхолму 1912. године утицало је на стварање позитивне климе за даљи развој скаутског покрета у свету.
Први интернационални извиђачки џембори се одржао у Олимпији, код Лондона 1920. године. На затварању смотре Роберт Баден Пауел је једногласно изабран за Старешину извиђача света.
На трећем светском џемборију 1929, Принц од Велса му је дао титули Лорда од Гилвела, и постао је Лорд Баден Пауел од Гилвела (енгл. Lord Baden-Powell of Gilwell). У Гилвел парку (енгл. Gilwell Park) се данас налази извиђачки центар за обуку вођа. Баден Пауел је написао 32 књиге.
Године 1938. због лошег здравља, вратио се у Африку, што је одувек и желео, да своје последње дане проведе у Кенији. Умро је 8. јануара 1941. године у 83. години живота. Сахрањен је на гробљу у Нијери(енгл. Nyeri) са погледом на планину Кенија. Постављена му је једноставна надгробна плоча, на којој пише “Роберт Баден Пауел – Старешина извиђача света”.

#### Стварање извиђачке организације у Србији (1911—1941)
Основа за настајање извиђачког покрета у Србији је књига Роберт Стивенсон Смит Роберт Баден-Пауел [[Scouting for Boys|Извиђаштво за дечаке]] која је преведена на српски језик.
На Ђурђевдан 1911. Др Милош Ђ. Поповић, школски лекар Треће Мушке гимназије, оснива прву чету малих четника Ласта . После збора у дворишту Треће мушке гимназије , тридесетак дечака са мармама око врата, у колони, одлазе до Карађорђевог парка.
Ту уз помоћ Јована Тановића, новинара и ентузијасте из Савеза трезвене младежи, Др Милош Ђ. Поповић преноси дечацима прва знања о скаутизму.
За време Првог светског рата око 100 чланова Скаутске организације из Србије углавном ученика из Београда борави у покрајни Кент, Енглеска, где поред школовања баве Скаутизмом. Током боравка у Грчкој за време Првог светског рата у кампу за децу избеглице из Србије Др Милош Ђ. Поповић ради са малим извидницима и планинкама.
Од више чета у Београду је 1. октобра 1920 године формиран Стег извидника и планинки број 1.
Прва међународна конференција Светске извиђачке организације одржана је у Паризу 1922. године. Представници тадашњег Савеза извидника и планинки из Србије, такође су присуствовали на овој конференцији и једни су од оснивача Светске извиђачке организације.
6. маја 1923. одржана је оснивачка Скупштина Савеза скаута Краљевине Срба, Хрвата и Словенаца.
Променом назива државе у Краљевина Југославија и организација мења име овога пута у Савез скаута Краљевине Југославије, који је бројао око 10 000 чланова и успешно је радио до почетка другог светског 1941. године.

#### Обнова извиђачке организације у Србији (после Другог светског рата)
Године 1952. у Кошутњаку у Београду је одржано прво зимовање и воднички течај извиђача Србије. Први течајци већ у фебруару оснивају Београдски стег и иницијативне одборе у Нишу, Бору, Новом Саду, Прокупљу и Зрењанину. Дана 4. фебруара 1952. након избора привремене управе, и оснивања више јединица и иницијативних одбора, 16. новембра 1952. у Београду је одржана оснивачка Скупштина Савеза извиђача и планинки Народне Републике Србије.

##### Београдски стег
Од 2. до 14. децембра 1951. године донете су одлуке о формирању Београдског стега. Предвођени предратним извиђачи, педесет нових чланова учествује на првом зимовању у Пионирском граду на Кошутњаку у Београду, где је спроведен и први воднички течај.
19. јануара 1952. године на почетку водничког течаја, течајац Милена Лисавац отвара прву књигу чланства и уписује се под редним бројем 1. У наредних десет дана је основано укупно четрдесет и пет водова, по девет водова извиђача, планинки и пионирки, четрнаест водова пионира и четири вода полетараца и пчелица.
24. фебруара 1952. године четрдесет предратних извиђача бира управу стега. За првог старешину стега је изабран Новица Ранковић, помоћник старешине је био Др Драгослав Петровић, благајник Миливоје Јовановић, економ Владета Вучковић, секретар Жарко Пантелић, вођа Стева Младеновић, помоћник вође Никола Бојовић, председник клуба брђана Сергеј Димитријевић и потпредседници Љубица Давидовић и Ј. Пантић.
Дана 9. марта 1952. године у дворишту Треће мушке гимназије одржан је први збор стега., за првомајске празнике у Кошутњаку организован је показни логор и полагање завета. 4. новембра 1952. године број чланова стега премашује цифру од 800. Доноси се одлука о реорганизацији стега, односно о формирању више одреда. У децембру 1952. године из стега се издвајају одреди „Васа Чарапић“, „Сава Ковачевић“, „Лека Ранковић“, и „Земун“ који је као земунски стег деловао самостално. Од остатка београдског стега се током 1953. године формирају одреди „Иво Лола Рибар“, „Илија Бирчанин“ и „Иван Гундулић“. Управо ови одреди уз додатак „Космајског одреда“ су представљали сталан извор нових јединица на простору Београда, Србије и Југославије.